# Dah smrti
Dah smrti (eng. The Living Daylights) britanski je akcijski triler iz 1987. To je 15. film o  Jamesu Bondu i prvi s  Timothyjem Daltonom u glavnoj ulozi. Film je preuzeo naslov iz kratke priče  Iana Fleminga "The Living Daylights", koja je objavljena u The London Sunday Timesu 4. veljače 1962. Početak filma gotovo u potpunosti odgovara priči.
Film počinje s Bondom koji istražuje smrt nekoliko agenata MI6.  Sovjetski prebjeg, Georgi Koskov, informira ga da general Puškin, čelnik KGB-a, sistematski ubija zapadne operativce. Nakon što su se Sovjeti tobože dočepali Koskova, Bond ga slijedi i otkriva kako je pronovjerio vladina sredstva. Ovo odvodi 007 do afganistanske pustinje gdje se održava prodaja droge. Bond uz pomoć lokalne milicije uništava pošiljku opijuma, a trag ga vodi do prodavača oružja, Brada Whitakera, koji pruža utočište Koskovu.
Film su producirali Albert R. Broccoli, njegov pastorak Michael G. Wilson i njegova kći Barbara Broccoli, a premijerno je prikazan 1987. Bio je to zadnji film koji je kao predložak koristio naslov priče Iana Fleminga, sve do filma Casino Royale, 2006.

## Produkcija

### Casting

#### Potraga za novim Jamesom Bondom
Roger Moore se 1985. povukao iz serijala nakon sedam filmova. Bio je to početak velike potrage za njegovim nasljednikom.
Timothy Dalton, Sam Neill, Lewis Collins, Sean Bean i Pierce Brosnan bili su među glumcima koji su se 1986. pojavili na probama za ulogu. Timothy Dalton, za kojeg se govorilo da će zamijeniti  Seana Conneryja 1968. (što je odbio jer je smatrao da je premlad) i Rogera Moorea 1980. (kad su se pojavile glasine da se ovaj povlači), koji je bio i prvi izbor producenata za Dah smrti, morao je odbiti ulogu jer je snimao film Brenda Starr, dok Lewis Collins, Sam Neill i Sean Bean nisu prošli.
Producenti su ulogu ponudili Pierceu Brosnanu. U to vrijeme, Brosnan je glumio u televizijskoj seriji Remington Steele koju je NBC otkazao zbog male gledanosti. Najava da je Pierce Brosnan izabran za ulogu Jamesa Bonda oživjela je zanimanje za seriju, što je nagnalo NBC da potpiše s Brosnanom ugovor za još jednu sezonu. Međutim, nakon toga je Albert R. Broccoli odbacio ponudu za Brosnana, rekavši kako ne želi da je glumac povezan s aktualnom televizijskom serijom. To je rezultiralo okončanjem serije Remington Steele, koja je završila skraćenom četvrtom sezonom.
U međuvremenu je Timothy Dalton opet postao dostupan, pa su mu još jednom ponudili ulogu, što je on ovaj put prihvatio potpisavši ugovor za tri filma. Ironično, zbog petogodišnje stanke koja je nastala nakon filma Dozvola za ubojstvo zbog sudskih procesa, odustao je od uloge, koja je opet ponuđena Pierceu Brosnanu. Osim toga, prethodno odbijeni Sean Bean poslije je glumio negativca Aleca Trevelyana, glavnog antagonista u filmu Zlatno oko.

#### Ostali glumci
Joe Don Baker, koji je nastupio u ovom filmu, pojavit će se i u filmovima Zlatno oko i Sutra nikad ne umire u različitoj ulozi, kao Jack Wade, Bondov suradnik iz CIA-e i poluzamjena za Felixa Leitera. On nije prvi glumac koji je utjelovio negativca i saveznika. Charles Gray glumio je Hendersona u filmu Samo dvaput se živi prije nego što se pojavio kao Ernst Stavro Blofeld u filmu Dijamanti su vječni.
U uvodnoj sekvenci na Gibraltaru, dubler Timothyja Daltona Simon Crane glumio je SAS-ova operativca kojeg je ubio varalica, a koordinator kaskadera Paul Weston glumi časnika koji pogađa Bonda. Kaskader je prvo angažiran za ulogu zlog varalice, ali ubrzo je postalo jasno kako trebaju pravog glumca. U zadnji trenutak je angažiran Carl Rigg - samohrani otac koji je kući čekao sljedeći posao pa je dijete ostavio susjedu kako bi mogao odletjeti na Gibraltar.
KGB-ova generala koji smješta Koskovu trebao je biti general Gogolj; međutim, glumac Walter Gotell je bio prebolestan da podnese ozbiljnu ulogu, pa je lik Leonida Puškina zamijenio Gogolja, koji se nakrakto pojavljuje na kraju filma, kad biva prebačen u sovjetsku diplomatsku službu. Bilo je to posljednje Gogoljevo pojavljivanje u filmovima o Jamesu Bondu (Gotell je umro 1997.).  Mortenu Harketu, pjevaču grupe A-ha (koja je izvela naslovnu pjesmu), bila je ponuđena mala uloga jednog od ljudi glavnog negativca, ali je odbio zbog nedostatka vremena i jer je smatrao da su ga htjeli angažirati zbog popularnosti, a ne zbog njegove glume.

### Snimanje
Iako su korišteni dubleri, Dalton je inzistirao da on sam izvede što više akrobacija. Scena u kojoj Bond padobranom iskače iz Land Rovera na Gibraltaru snimljena je na Beachy Headu u Sussexu. Prva snimka odbačena je zbog promatrača koji se mogu vidjeti u pozadini. Samo snimanje je postalo akcijski film kad je brod u podnožju litice s kojeg se snimao pad upao u opasne struje pa su poslani spasioci iz lokalnog Eastbournea kako bi izvukli ekipu od litica, a neki su članovi dobili nagrade za hrabrost.
Snajperska puška koju Bond koristi kako bi zaštitio generala Georgija Koskova (Jeroen Krabbe) od ubojstva je Walther WA 2000. Bond odlučuje koristiti čelične metke (koji zapravo nikad nisu proizvedeni), rekavši kako KGB-ovi snajperisti često nose neprobojne prsluke.

#### Piratske verzije
Godine 1987., prije službenog objavljivanja filma, Britanijom su kružile piratske verzije filma. U njima je nedostajalo većine akcijskih sekvenci, nije bilo završne glazbe, neke scene bile su izmijenjene, a i kvaliteta zvuka je bila dosta loša. United Artists povukao je neobičan potez pa je na ranim britanskim trailerima za film bilo upozorenje o piratskim izdanjima.

#### Špica i dizajn
Dah smrti je prvi Bond film poslije Operacije Svemir čiji se naslov nije pojavio u odjavnoj špici prethodnog filma, što je postalo pravilo za sve filmove koji su uslijedili.
Originalni poster filma - sa ženom u bijeloj haljini koja drži pištolj dok James Bond stoji u pozi u cijevi pištolja - bio je predmet kontroverzi u nekim dijelovima svijeta, uz prigovore kako glorificira nasilje nad ženama (iako se ništa takvo ne događa u filmu).

### Filmske lokacije
- Gibraltar
- Bratislava, Slovačka
- Beč, Austrija
- London
- Tanger, Maroko
- Afganistan
- Pakistan

### Lokacije snimanja
- Pinewood Studios
- Njemačka
- Austrija
- Maroko
- SAD
- Italija
- Gibraltar
- Elveden Hall, Suffolk, Ujedinjeno Kraljevstvo

## Radnja
U prologu, agenti 002, 004 i 007 padobranom se spuštaju na Gibraltar kako bi testirali svoje obrambene snage. Agenta 002 odmah zarobljava SAS (Special Air Service), dok se James Bond i 004 počinju penjati preko stijena do baze. Dok se penju, pojavljuje se ubojica i pošalje ceduljicu preko užeta na kojoj piše Smert' Shpionam, prije nego što ga je prerezao, ubivši agenta 004. Bond svjedoči ubojstvu i počinje slijediti ubojicu u Land Roveru punom eksploziva kroz uske ulice Gibraltara, što završava padom auta preko litice. Bond uspijeva pobjeći, dok ubojica pogiba.
Početak filma povezan je s glavnom radnjom, gdje Bond pomaže  sovjetskom prebjegu, KGB-ovu generalu Georgiju Koskovu da dođe na Zapad, štiteći ga u koncertnoj dvorani u  Bratislavi, u  Čehoslovačkoj (danas Slovačka). Bond primjećuje kako je snajperist koji štiti Koskova prekrasna čelistica iz orkestra, djevojka zvana Kara Milovy. Sumnjajući da ona nije ubojica, hicem joj izbija pušku iz ruku, poštedivši joj život, dok istodobno olakšava Koskolvljev bijeg iz dvorane.
U  Engleskoj, general Koskov informira MI6 da je staru KGB-ovu politiku Smiert Spionom - doslovno Smrt špijunima ponovno oživio general Leonid Puškin. Grupa KGB-ovih agenata, prevođena ubojicom Necrosom otima i vraća Koskova u  Rusiju.
Bond kreće u Bratislavu kako bi ubio generala Puškina. Međutim, ubrzo počinje sumnjati kako je Koskov inscenirao svoju izdaju nakon što je otkrio kako je Milovyna puška bila napunjena ćorcima. Pobjegavši s Karom Milovy u Beč, Bond se sastaje s agentom MI6-a, Saundersom, u jednom kafiću kraj zabavnog parka, koji mu otkriva vezu između Koskova i prodavača oružja, "generala" Brada Whitakera, koji pokušava prodati KGB-u high-tech oružje. Necros, skrivajući se u obližnjem grmlju pored kafića, aktivira brzo zatvaranje automatskih vrata ubivši Saundersa na odlasku. Bond pored njegovog tijela naiđe na balon s natpisom "Smiert Spionom" te poziva Milovynu da smjesta krenu u Tangeru gdje se sastaje s Puškinom, neprimjetno se ušuljavši u njegovu hotelsku sobu. Puškin mu otkriva kako je proganjao Koskova zbog zlouporabe državnih sredstava. Bond i Puškin dogovaraju se kako će inscenirati Puškinovo ubojstvo, što će prisliti Whitakera i Koskova da nastave sa svojim planom; Bond "ubija" Puškina za vrijeme govora na trgovačkoj konvenciji u Tangeru.
Milovyna je telefonski saznala gdje je Koskov kontaktiravši Whitakera. On ju je uvjerio da je Bond agent KGB-a koji ga pokušava ubiti. Bond se vraća k Milovnyji te joj otkriva svoj pravi identitet i da ju Koskov želi ubiti jer previše zna za okolnosti te da ju je Bond trebao ubiti, ali nije mogao. Bond ubrzo osjeti da mu je u votka-martiniju podvalila sredstvo za uspavljivanje, a ona prekasno shvati kako ju je Koskov ustvari prevario kad ju je te noći iskoristio kao snajpericu. Bond pada u nesvijest netom nakon što su ušli Necros i Koskov. Nakon što su ih zarobili, Bond i Milovy su odvedeni u sovjetsku zračnu bazu u Afganistanu. Uspijevaju pobjeći i osloboditi osuđenog zatvorenika. Zatvorenik je Kamran Šah, vođa lokalnih mudžahedina. Bond otkriva da Whitaker i Koskov dijamantima plaćaju veliku pošiljku opijuma i tako opskrbljuju Sovjete oružjem.
Mudžahedin pomaže Bondu i Milovy da uđu u bazu. Bond postavlja bombu u teretni zrakoplov koji prevozi drogu, ali ga Koskov prepoznaje. Bond otima zrakoplov, dok mudžahedin napada zrakoplovnu bazu. Milovy se pridružuje Bondu u avionu i preuzima kontrolu dok Bond odlazi deaktivirati bombu. Međutim, u avionu se sakrio Necros koji napada Bonda.  Milovy slučajno otvara vrata za teret, a Bond i Necros ispadaju van, ali se hvataju za mrežu koja drži opijum; Bond šalje Necrosa u smrt i deaktivira bombu.
Milovy preleti preko Kamrana Šaha, kojeg progone Sovjeti preko mosta. Bond baca svoju bombu na most koja ubija Sovjete i pomaže mudžahedinu da pobijedi u svojoj bitci.
Bond stiže u Whitakerovu rezidenciju dok ovaj igra taktičku Bitku kod Gettysburga. Nakon što mu je Bond rekao kako je opijum spaljen, Whitaker ga odlučuje ubiti. 
U posljednjem sukobu s Whitakerom, Wellingtonova bista pada na Whitakera, a Bond dobacuje, "Doživio je svoj  Waterloo." KGB spašava Bondov život nakon što su agenti, predvođeni generalom Puškinom, upali i ubili Whitakerova čuvara koji je Bonda doveo u nepriliku. Tu je i general Koskov, a iako nije ubijen, vraćen je u  Moskvu "u diplomatskoj torbi". 
U završnoj sceni, Bond preko Puškina dogovori nastup Milovnyje u Bečkoj Operi u znak dobre volje.

## Vozila i naprave
- Aston Martin V8 Vantage - Opremljen standardnim oružjem, ukljujući skije sa strane,  projektile, lasere, mlazni pogon, samouništavajući uređaj i modificirani radio kojim se može hvatati policijska i vojna frekvencija.
- Audi 200 Turbo Quattro
- Privjesak za ključeve - Bondov privjesak za ključeve iz Odjela Q koji je također eksploziv koji aktivira vučji zvižduk.

## Glumci
- Timothy Dalton - James Bond
- Caroline Bliss - Gđica. Moneypenny
- Robert Brown - M
- Desmond Llewelyn - Q
- John Terry - Felix Leiter
- Joe Don Baker - Brad Whitaker
- Maryam d'Abo - Kara Milovy
- Art Malik - Kamran Šah
- Jeroen Krabbe - General Georgi Koskov
- John Rhys-Davies - General Leonid Puškin
- Geoffrey Keen - Ministar obrane Fredrick Gray
- Walter Gotell - General Gogolj
- Andreas Wisniewski - Necros

## Vanjske poveznice
- Dah smrti u internetskoj bazi filmova IMDb-a
- Dah smrti na Rotten Tomatoes
- Dah smrti na Box Office Mojo
- MGM's official The Living Daylights website
- The Living Daylights review in 007 Magazine
- Living On The Edge-A review of The Living Daylights and Timothy Dalton's performance
- The Living Daylights CBn Reviews
- Inside The Living Daylights Documentary  Arhivirana inačica izvorne stranice od 4. ožujka 2021. (Wayback Machine)